# Bunut (Torgamba)
Bunut is een bestuurslaag in het regentschap Labuhan Batu Selatan van de provincie Noord-Sumatra, Indonesië. Bunut telt 3081 inwoners (volkstelling 2010).